# Cholecystokinine
Cholecystokinine (CCK) is een peptidehormoon en een neurotransmitter. Het is samengesteld uit verschillende aminozuren en wordt in het lichaam afgegeven door de I-cellen van de twaalfvingerige darm en de nuchtere darm. CCK lijkt qua structuur erg op gastrine. Er bestaan 3 verschillende versies van CCK met een verschillend aantal aminozuren.
Als hormoon werkt CCK in op de alvleesklier, die daardoor enzymen afscheidt die zorgen voor de vertering van proteïnen, vetten en koolhydraten. Ook werkt het in op de galblaas, die daardoor gal afscheidt, dat zorgt voor het emulgeren van vetten, zodat die gemakkelijker door het lichaam worden opgenomen. Ook zorgt het voor een verzadigingssignaal, door inwerking op de nervus vagus, die op zijn beurt zal inwerken op de nucleus tractus solitarii. Verder remt het de maaglediging in de twaalfvingerige darm, zodat eerst het aanwezige voedsel verteerd kan worden.
Als neurotransmitter speelt CCK samen met bombesine een rol bij het stoppen van het hongergevoel. Er wordt vermoed dat het ook een rol speelt bij het optreden van tolerantie bij het gebruik van opiaten, zoals opium, morfine en heroïne.
acetylcholine (ACh) · adrenaline · anandamide · aspartaat (Asp) · β-lipoproteïne · bombesine · cholecystokinine (CCK) · corticotropine (ACTH) · dopamine (DA) · dynorfine · endorfine · enkefaline · γ-aminoboterzuur (GABA) · glutamaat (Glu) · glycine (Gly) · histamine · leumorfine · motiline · neurofysine I · neurofysine II · neurokinine A · neurokinine B · neuropeptide A · neuropeptide γ · neuropeptide Y · noradrenaline · peptide YY · serotonine (5-HT) · stikstofoxide (NO) · substantie P